# Фрехен
Фрехен (нем. Frechen) — город в Германии, в земле Северный Рейн-Вестфалия.
Подчинён административному округу Кёльн. Входит в состав района Рейн-Эрфт.  Население составляет 49 939 человек (на 31 декабря 2010 года). Занимает площадь 45,11 км². Официальный код  —  05 3 62 024.
Город подразделяется на 8 городских районов.

## Фотографии

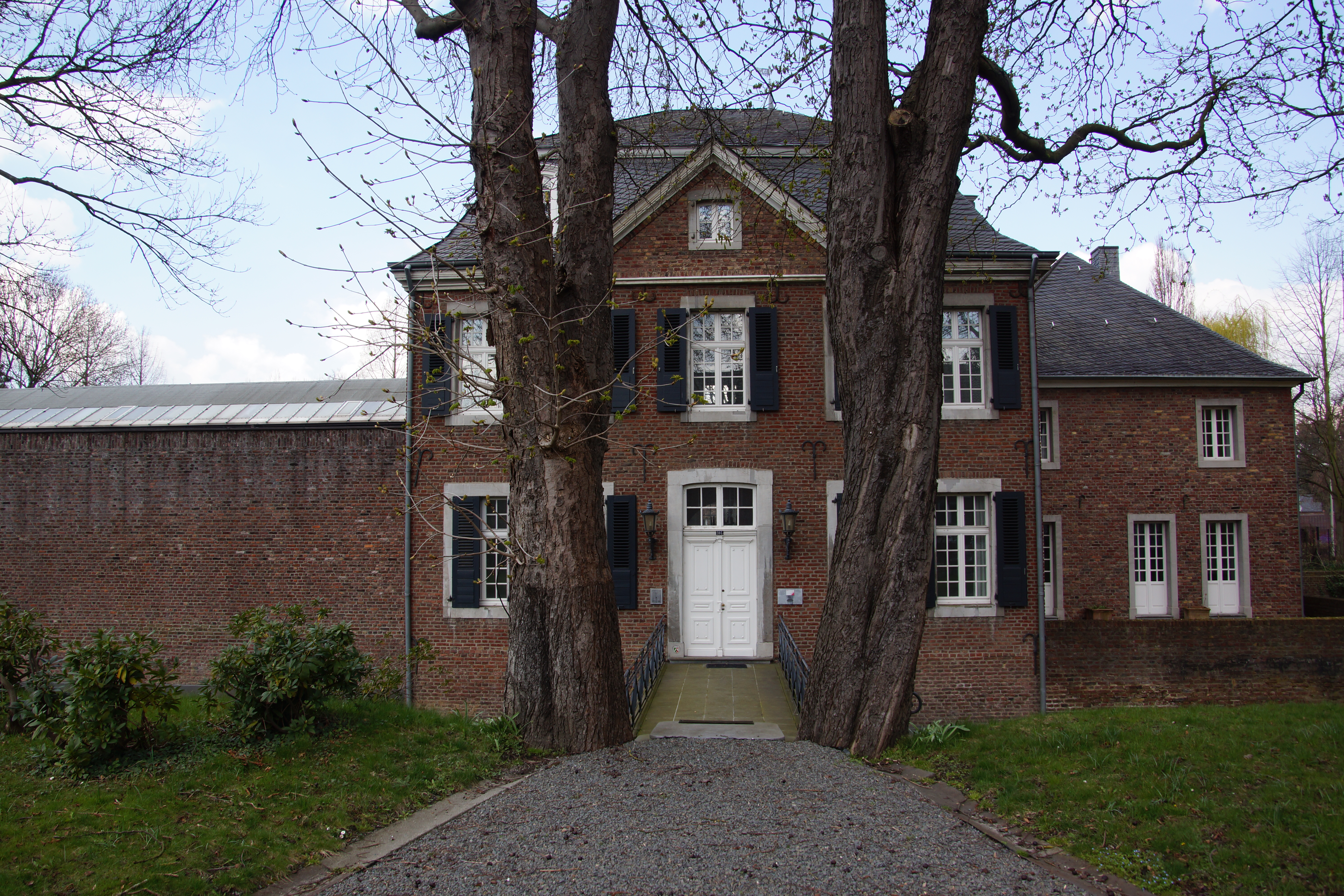
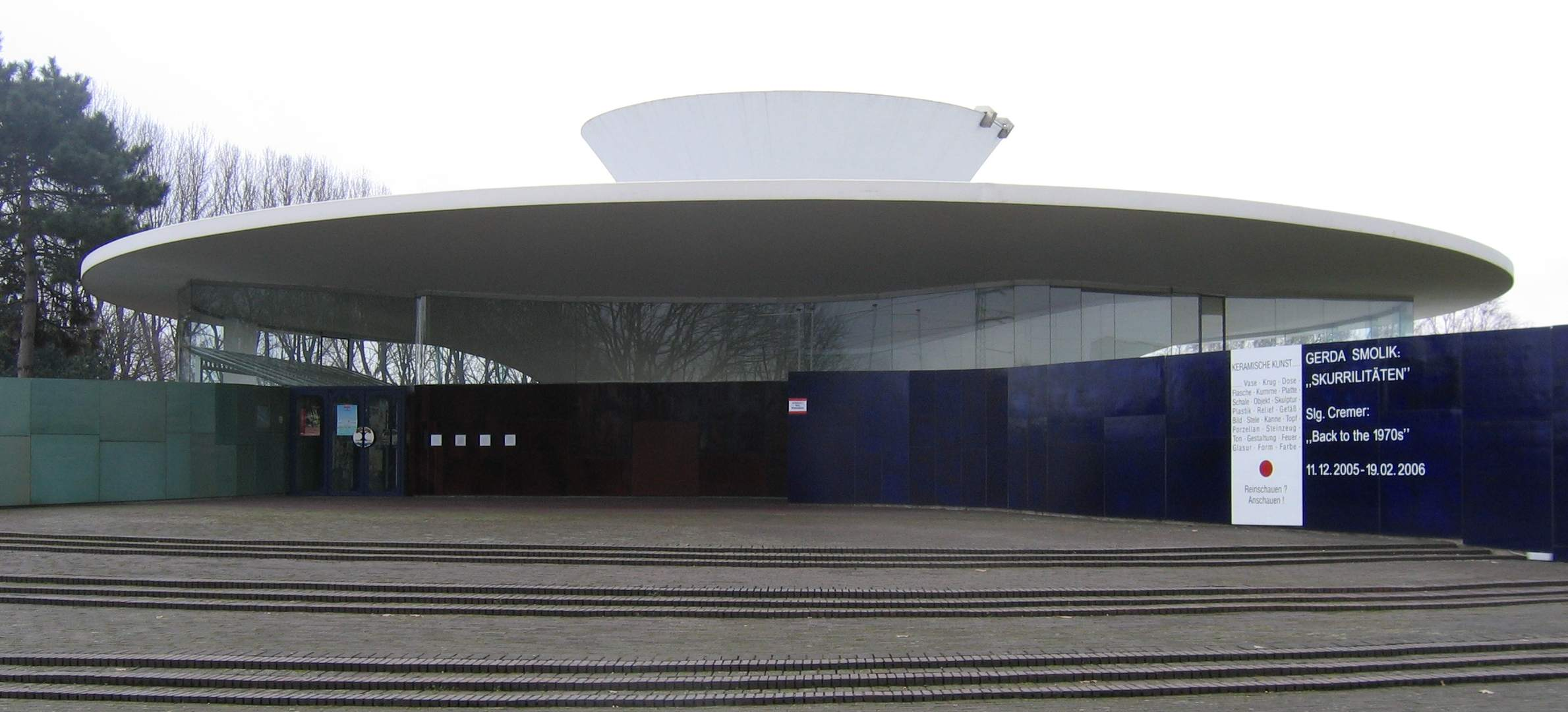
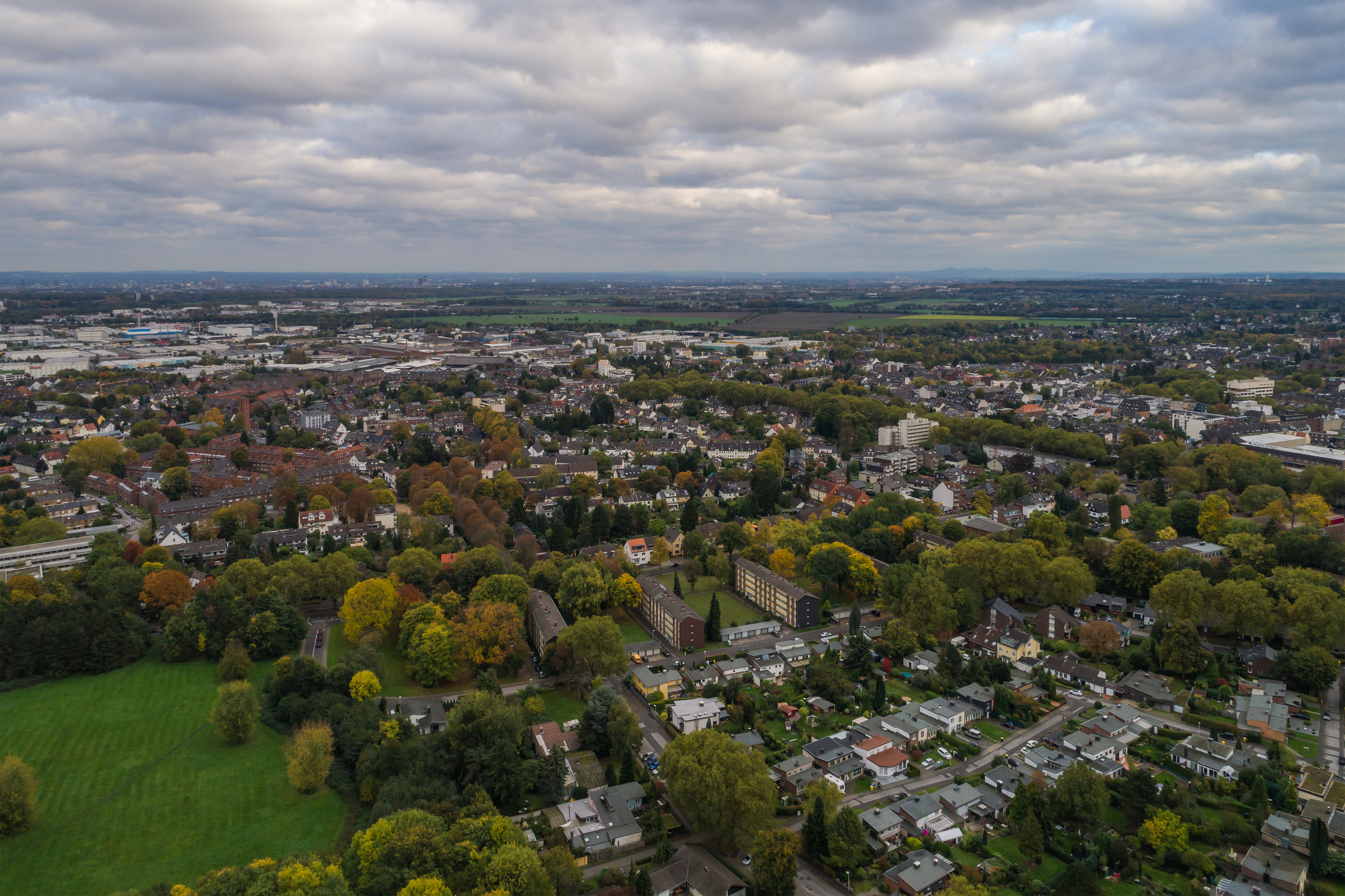
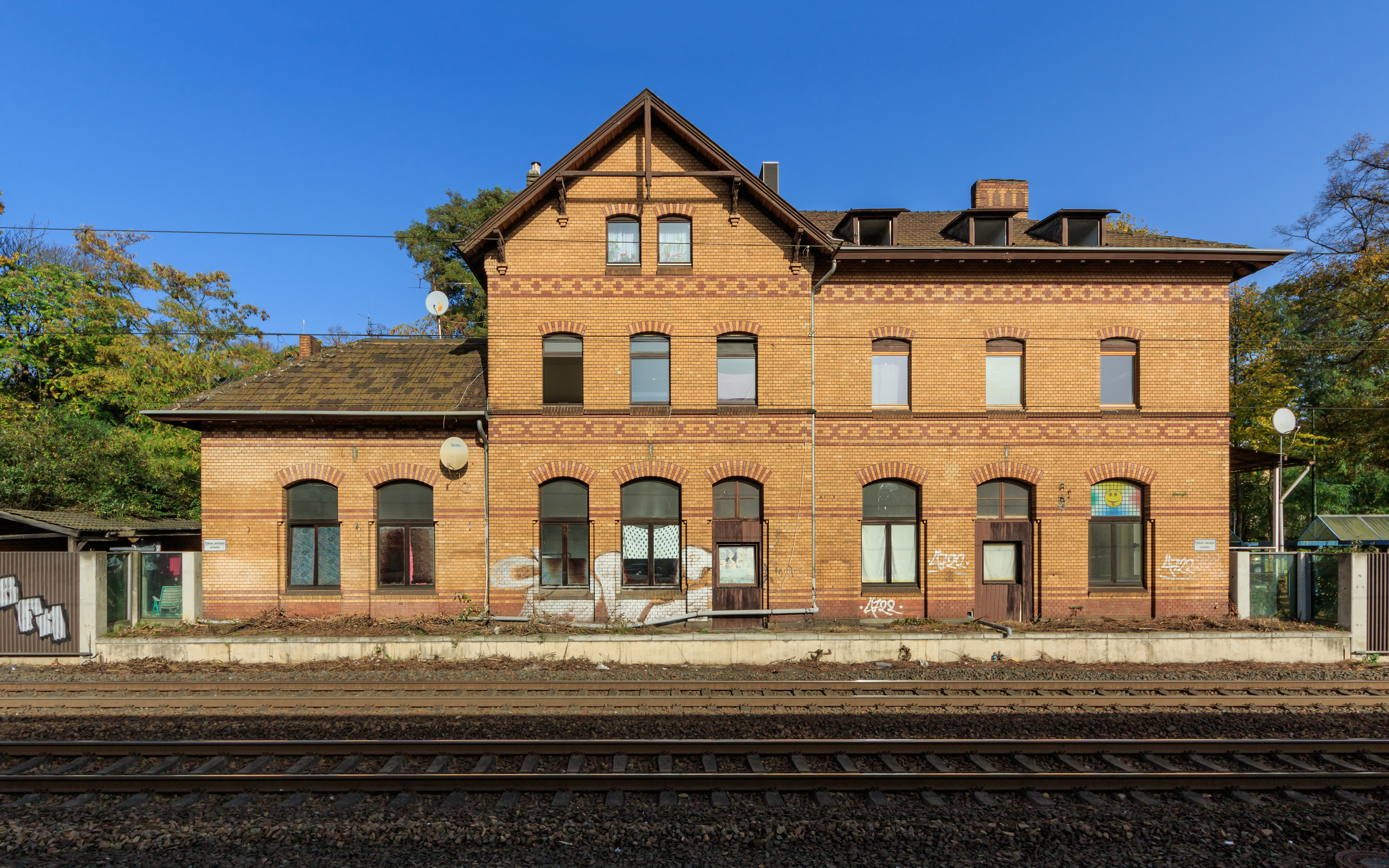